# Iokowo
Iokowo (ros. Иоково) – wieś (sieło) w Rosji, w Tatarstanie, w rejonie tietiuskim. W 2010 liczyła 278 mieszkańców.